# Vålerenga Fotball 1999
Questa voce raccoglie le informazioni riguardanti il Vålerenga Fotball nelle competizioni ufficiali della stagione 1997.

## Stagione
Il Vålerenga disputò il secondo campionato consecutivo nella Tippeligaen, dopo la salvezza raggiunta l'anno precedente. Il club riuscì a raggiungere l'undicesima posizione finale, utile per non retrocedere.
Nella coppa nazionale, l'avanzata del club di Oslo fu arrestata dal Brann al quarto turno della competizione.

## Rosa
| N. |                     | Ruolo | Calciatore           |
| -- | ------------------- | ----- | -------------------- |
| 1  | Norvegia (bandiera) | P     | Øyvind Bolthof       |
| 2  | Norvegia (bandiera) | D     | Ronny Døhli          |
| 3  | Norvegia (bandiera) | D     | Kent Ingar Karlsen   |
| 4  | Norvegia (bandiera) | D     | Fredrik Kjølner      |
| 5  | Norvegia (bandiera) | C     | Thomas Berntsen      |
| 6  | Norvegia (bandiera) | C     | Joachim Walltin      |
| 7  | Norvegia (bandiera) | C     | Bjørn Arild Levernes |
| 8  | Norvegia (bandiera) | C     | Espen Haug           |
| 8  | Norvegia (bandiera) | A     | Børge Hernes         |
| 9  | Norvegia (bandiera) | D     | Hai Ngoc Tran        |
| 10 | Norvegia (bandiera) | A     | Dag Riisnæs          |
| 11 | Norvegia (bandiera) | A     | Kjell Roar Kaasa     |
| 11 | Norvegia (bandiera) | D     | Morten Pedersen      |
| 13 | Norvegia (bandiera) | C     | Espen Musæus         |
| 13 | Norvegia (bandiera) | D     | Pa Modou Kah         |

| N. |                      | Ruolo | Calciatore           |
| -- | -------------------- | ----- | -------------------- |
| 15 | Finlandia (bandiera) | C     | Aki Riihilahti       |
| 16 | Norvegia (bandiera)  | C     | Jon Eirik Ødegaard   |
| 17 | Norvegia (bandiera)  | C     | Bjørn Viljugren      |
| 18 | Senegal (bandiera)   | A     | Mamadou Diallo       |
| 19 | Norvegia (bandiera)  | D     | Knut Henry Haraldsen |
| 20 | Norvegia (bandiera)  | D     | Juro Kuvicek         |
| 21 | Norvegia (bandiera)  | C     | Tom Henning Hovi     |
| 22 | Norvegia (bandiera)  | C     | Fredrik Thorsen      |
| 23 | Norvegia (bandiera)  | D     | Christer Ellefsen    |
| 24 | Svezia (bandiera)    | A     | Pascal Simpson       |
| 25 | Norvegia (bandiera)  | A     | John Carew           |
| 25 | Marocco (bandiera)   | A     | Kamal Saaliti        |
| 26 | Finlandia (bandiera) | P     | Mikko Kavén          |
| 27 | Norvegia (bandiera)  | P     | Anders Granstad      |

## Calciomercato
| Acquisti | Acquisti        | Acquisti   | Acquisti |
| R.       | Nome            | a          | Modalità |
| -------- | --------------- | ---------- | -------- |
| D        | Morten Pedersen | Rosenborg  | prestito |
| A        | Børge Hernes    | Rosenborg  | prestito |
| A        | Mamadou Diallo  | Lillestrøm | prestito |

| Cessioni | Cessioni         | Cessioni  | Cessioni   |
| R.       | Nome             | da        | Modalità   |
| -------- | ---------------- | --------- | ---------- |
| C        | Espen Haug       | Lyn Oslo  | definitivo |
| A        | Kjell Roar Kaasa | Lyn Oslo  | definitivo |
| A        | John Carew       | Rosenborg | definitivo |

## Risultati

### Campionato

#### Girone di andata
| Arbitro: | Skjervold |

|             |           |             |
| Simpson 32’ | Marcatori | 15’ Eriksen |

| Arbitro: | Øvrebø |

|  |           |                     |
|  | Marcatori | 57’ Haug 88’ Musæus |

| Arbitro: | Ditlefsen |

|  |           |                                        |
|  | Marcatori | 28’ Musæus 73’ Ødegaard (AG) 75’ Carew |

| Arbitro: | Olsen |

|                          |           |  |
| Levernes 24’ Simpson 60’ | Marcatori |  |

| Arbitro: | Ditlefsen |

|                        |           |             |
| Simpson 83’ Løvvik 80’ | Marcatori | 83’ Simpson |

| Arbitro: | Pedersen |

|  |           |                                                                  |
|  | Marcatori | 17’ Sørensen 62’ Sørensen 66’ Rushfeldt 72’ Rushfeldt 78’ Dahlum |

| Arbitro: | Hauge |

|                       |           |  |
| Sanne 41’ Daðason 52’ | Marcatori |  |

| Arbitro: | Øvrebø |

|           |           |                                          |
| Carew 62’ | Marcatori | 4’ Kolle 72’ Sigurðssont 86’ Sigurðssont |

| Arbitro: | Olsen |

|  |           |                                  |
|  | Marcatori | 51’ Carew 61’ Carew 73’ Levernes |

| Arbitro: | Kamben |

|             |           |                        |
| Simpson 18’ | Marcatori | 16’ Enerly 35’ Månsson |

| Arbitro: | Pedersen |

|                                                  |           |           |
| Helguson 33’ Helguson 45’ Sundgot 51’ Strand 52’ | Marcatori | 53’ Carew |

| Arbitro: | Olsen |

|           |           |                                        |
| Carew 89’ | Marcatori | 29’ Fermann 38’ Guðmundsson 67’ Råstad |

| Arbitro: | Skjervold |

|                                              |           |  |
| Gullerud 34’ Evensen 51’ Bergman 55’ Alm 80’ | Marcatori |  |

#### Girone di ritorno
| Arbitro: | Alseth |

|              |           |             |
| Sæternes 15’ | Marcatori | 39’ Riisnæs |

| Arbitro: | Øvrebø |

|                       |           |                         |
| Simpson 18’ Carew 89’ | Marcatori | 36’ Lindbæk 90’ Lindbæk |

| Arbitro: | Kvam |

|                          |           |                               |
| Riihilahti 2’ Thorsen 9’ | Marcatori | 25’ Hagen 55’ Granaas 83’ Flo |

| Arbitro: | Olsen |

|                                               |           |                                    |
| Sundgot 7’ Hestad 51’ Lydersen 78’ Tessem 89’ | Marcatori | 13’ Musæus 54’ Walltin 79’ Thorsen |

| Arbitro: | Pedersen |

|                |           |                         |
| Riihilahti 33’ | Marcatori | 63’ Helstad 90’ Kvisvik |

| Arbitro: | Pedersen |

|                                                      |           |                           |
| R. Strand 11’ Johnsen 69’ Dahlum 76’ Skammelsrud 80’ | Marcatori | 50’ Diallo 51’ Riihilahti |

| Arbitro: | Ditlefsen |

|                                             |           |                          |
| Diallo 4’ Simpson 45’ Hernes 73’ Musæus 86’ | Marcatori | 34’ Daðason 54’ Aarsheim |

| Arbitro: | Staberg |

|                                   |           |  |
| Belsvik 45’ Belsvik 66’ Kolle 73’ | Marcatori |  |

| Arbitro: | Hauge |

|                           |           |             |
| Riihilahti 5’ Riisnæs 72’ | Marcatori | 18’ Johnsen |

| Arbitro: | Staberg |

|              |           |  |
| Trondsen 45’ | Marcatori |  |

| Arbitro: | Ditlefsen |

|                                |           |            |
| Hovi 72’ Diallo 75’ Diallo 79’ | Marcatori | 43’ Berget |

| Arbitro: | Skjerven |

|                        |           |                         |
| Johansen 10’ Lange 66’ | Marcatori | 10’ Walltin 71’ Simpson |

| Arbitro: | Hauge |

|                            |           |        |
| Simpson 24’ Riihilahti 66’ | Marcatori | 4’ Alm |

### Coppa di Norvegia

#### Primo turno
| Arbitro: | Pedersen |

|  |           |                                                                         |
|  | Marcatori | 27’ Musæus 77’ Walltin 80’ Musæus 85’ Mirković 87’ Mirković 89’ Thorsen |

#### Secondo turno
| Arbitro: | Vik |

|  |           |                      |
|  | Marcatori | 25’ Haug 91’ Kjølner |

#### Terzo turno
| Arbitro: | Staberg |

|  |           |                                |
|  | Marcatori | 35’ Carew 50’ Døhli 71’ Musæus |

#### Quarto turno
| Arbitro: | Pedersen |

|            |           |                                     |
| Musæus 88’ | Marcatori | 3’ Helstad 55’ Løvvik 79’ Hanstveit |